# 소유스 2A호

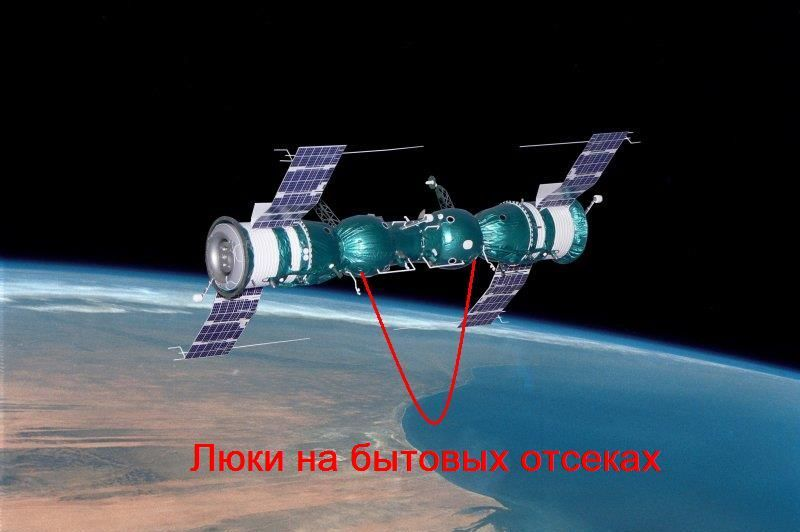
소유스 4호와 소유스 5호 우주선의 도킹을 그린 그림. 소유스 1호와 소유스 2A호 우주선도 비슷한 비행 프로그램을 가지고 있었다.

소유스 2A호(러시아어: Союз-2А)는 1967년 4월 24일 소유스 1호 임무와 랑데부를 위해 발사 예정이던 소유스 우주선의 두 번째 유인 우주 비행에 대한 비공식 명칭이다. 발사되었다면 "소유스 2호"라 명명되었을 것이다.
우주선에는 발레리 비콥스키, 예브게니 흐루노프, 알렉세이 옐리세예프로가 탑승할 예정이었다.
임무 계획은 하루 전에 발사된 소유스 1호 우주선과의 도킹과, 우주선의 감압된 내부 선실 구역의 열린 공간을 통과하여 엘리세예프와 흐루노프가 소유스 1호로 이동하는 것이 포함되어 있었다. 비콥스키는 소유스 2호를 타고 착륙할 예정이었다.
소유스 2호는 뇌우로 인해 발사가 취소되었는데, 소유스 2호도 소유스 1호와 동일한 설계 문제를 가지고 있었기 때문에, 이 취소로 3명의 승무원의 생명을 수할 수 있었다.
소련 우주 프로그램에서는 성공적인 임무에만 공식 번호를 매기는 것이 일반적인 관례였기 때문에 이 취소된 임무는 공식 명칭을 받지 못했다. 소유스 2호라는 명칭은 1968년 10월 소유스 3호와의 도킹을 목표로 발사된 무인 우주선에 사용되었다.
소련의 비밀주의와 우주 실패의 은폐로 인해 대중은 글라스노스트 시대가 시작된 후에야 추락한 소유스 1호와 도킹을 하려던 이 우주선의 비행 계획에 대해 알게되었다.

## 배경
소련은 보스호트 2호를 마지막으로 유인 우주 비행이 있은 지 2년 이상이 지났다. 새로운 소유스 우주선을 도입하기 위해 소련은 두 우주선이 도킹하고 승객을 교환하는 야심 찬 이중 임무를 계획했다. 1966년 11월 28일, 코스모스 133호로 명명된 소유스 7K-OK 2호의 첫 무인 임무는 실패로 돌아갔다. 우주선은 지구 궤도에서 안정적이지 못했고, 지구로 귀환하는 도중 중국에 추락할 위험이 있어 자폭 매커니즘을 통해 착륙 캡슐이 파괴되었다. 1966년 12월 14일, 소유스 7K-OK 1호로 두 번째 발사를 시도하던 중 발사체가 발사대에서 폭발했다. 다음 우주선(7K-OK 3호)는 코스모스 140호라는 명칭으로 발사되었다. 여기에서도 궤도에서 우주선의 방향에 심각한 오작동이 발생했고, 귀환 비행 중 제조 오류로 인해 열 차폐막이 타버려 선내가 감압되었다. 신형 우주선은 여전히 심각한 결함을 가지고 있었고 실패 후 비행에 아직은 적합하지 않았지만 그럼에도 불구하고 정치적 압력으로 인해 유인 발사가 예정되었다.

## 승무원
보스호트 계획 임무와 마찬가지로 승무원은 우주비행사 훈련 책임자인 니콜라이 카마닌과 설계 엔지니어링 부서인 OKB-1의 책임자인 바실리 미신이 지휘하는 다른 부서에서 왔다.
1965년부터 카마닌은 소유스 임무를 위해 8명의 우주비행사를 훈련시켰다. 유리 가가린, 안드리얀 니콜라예프, 발레리 비콥스키, 블라디미르 코마로프 네 명은 이미 우주에 다녀온 경험이 있었다. 빅토르 고르밧코와  예브게니 흐루노프는 1960년부터, 아나톨리 보로노프와 표트르 콜로딘은 1963년부터 이 프로그램에 참여했지만 우주로 비행한 경험은 없었다.
미신은 자신의 부서에서 적합한 엔지니어를 우주비행사로 훈련시킨 다음 소유스 승무원으로 지명하기로 결정했다. 1966년 5월 세르게이 아노힌, 알렉세이 옐리세예프, 발레리 쿠바소프가 5명의 다른 엔지니어와 함께 우주비행사 그룹에 합류했다. 1964년 루덴코 원수의 승진으로 우주비행사 그룹으로 이동한 게오르기 베레고보이는 또 다른 임무 사령관 후보였다. 베레고보이는 뛰어난 시험 조종사였지만 다른 우주비행사들보다 몸집이 크고 무거웠으며 최대 연령도 초과했다. 승무원 배정은 자주 바뀌었다.
1966년 8월, 소유스 1호와 소유스 2호는 각각 코마로프와 비콥스키가 지휘하고, 가가린과 니콜라예프가 그들의 백업을 맡기로 결정되었다. 아노힌, 옐리세예프, 흐루노프, 고르밧코 중에서 두 명을 추가로 선발하기로 했다. 하지만 이 결정은 최종 결정이 아니었다. 승무원과 관련된 결정은 공산당 중앙위원회로 올라갔고, 11월에는 소유스 1호를 코마로프가 조종하고 가가린이 백업한다는 내용의 지침이 내려왔다. 소유스 2호는 비콥스키가 지휘하고 니콜라예프가 벡업을 해야했다. 소유스 2호에서 소유스 1호로 도킹한 후 옮겨 탈 두 명의 우주비행사는 흐루노프와 옐리세예프가 선정되었고, 고르밧코와 쿠바소프가 백업으로 선정되었다. 네 자리 중 세 자리는 숙련된 우주비행사가, 네 번째 자리는 엔지니어가 차지했는데, 흐루노프는 이미 보스호트 2호 임무에서 알렉세이 레오노프의 백업으로 우주 유영 훈련을 경험이 있었다.

## 소유스 1호 문제
코마로프가 탑승한 소유스 1호는 1967년 4월 23일 발사되었다. 소유스 2호는 다음날 발사되어, 두 우주선이 함께 궤도에서 4일을 머물 예정이었다.
그러나 소유스 1호에 심각한 문제가 발생했는데, 특히 태양 전지판이 전개되지 않아 우주선의 시스템이 불안정해졌다. 소유스 2호의 우주비행사들은 선외 활동을 통해 소유스 1호 태양 전지판 문제를 해결할 수 있다고 믿었다. 그러나 전원 공급 문제가 증가하고 자동 자세 제어가 불가능해지면서 안전한 도킹 기동이 더 이상 불가능해졌다. 소유스 2호의 발사는 취소되었고, 공식적으로 발사장의 악천후가 그 이유로 제시되었다.
소유스 1호 임무는 중단되었고 코마로프는 지구 대기권에 재진입할 수 있었다. 그러나 낙하산과 역추진 로켓이 모두 실패했고, 코마로프는 지상 충돌로 사망했다.
소유스 1호 사고에 대한 조사 과정에서 동일 생산 배치에서 만들어졌지만 발사되지 않은 소유스 2호에 대한 집중적인 분석이 이루어졌다.
주 낙하산 시스템의 설계 및 제조 결함이 소유스 1호 추락의 원인으로 밝혀졌다. 예비 낙하산을 사용한 안전한 착륙은 두 우주선 모두 주 낙하산의 사전 작동이 없는 경우에나 가능했을 것이다. 소유스 2호가 발사되었다면 승무원을 구하기 위한 이러한 절차가 어느 정도까지 인식되고 사용되었는지는 불분명하다

## 영향
소유스 1호 참사로 소련의 우주 계획은 18개월 지연되었다. 1968년 10월이 되어서야 베레고보이가 탑승한 소유스 3호가 발사되었다.
흐루노프와 옐리세예프는 결국 소유스 5호를 타고 비행했으며, 소유스 4호와 함께 1969년 1월 소유스 2호 비행의 목표를 달성했다. 한편 비콥스키는 유인 달 비행을 준비했으나 실행되지 않았다.
소유스 2호 우주선은 승무원 좌석을 제거하고 장비 세트, 특히 낙하산 시스템을 수정한 후, 코스모스 188호라는 이름으로 궤도에 진입하여 비행 계획을 성공적으로 완료했다.